# گیب فریمن
گیب فریمن (انگلیسی: Gabe Freeman؛ زادهٔ ۵ نوامبر ۱۹۸۵) بازیکن بسکتبال اهل استرالیا است.